# یاقوت‌بال بزرگ
یاقوت‌بال بزرگ (نام علمی: Pterophanes cyanopterus) یک گونه از مگس‌مرغ در خانوادهٔ مگس‌مرغان است و در بولیوی، کلمبیا، اکوادور و پرو یافت می‌شود. زیستگاه طبیعی آن جنگل‌های کوهستانی نمناک نیمه‌گرمسیری یا گرمسیری است. در حدود ۱۵٫۵–۱۷٫۵ سانتی‌متر (۶–۷ اینچ) طول و حدود ۱۰ گرم وزن دارد. این گونه یکی از بزرگ‌ترین گونه‌های مگس‌مرغ است، اگرچه کمی کوچک‌تر از مگس‌مرغ‌های سردهٔ زبرجدی‌ها و مگس‌مرغ غول‌پیکر است.

## نگارخانه

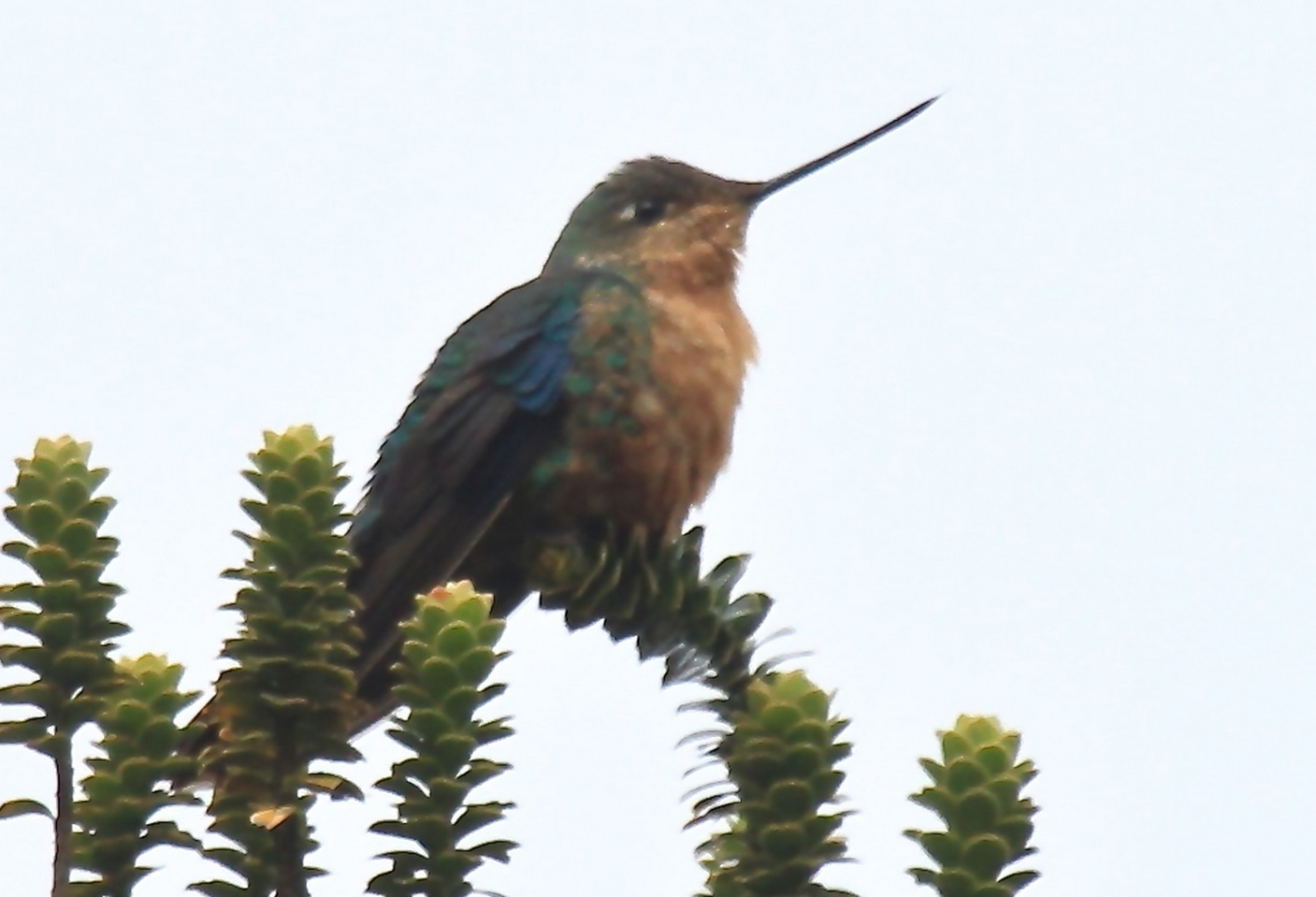
ماده، بالای Termas de Papallacta